# Earophila badiata
Earophila badiata là một loài bướm đêm trong họ Geometridae.

## Hình ảnh

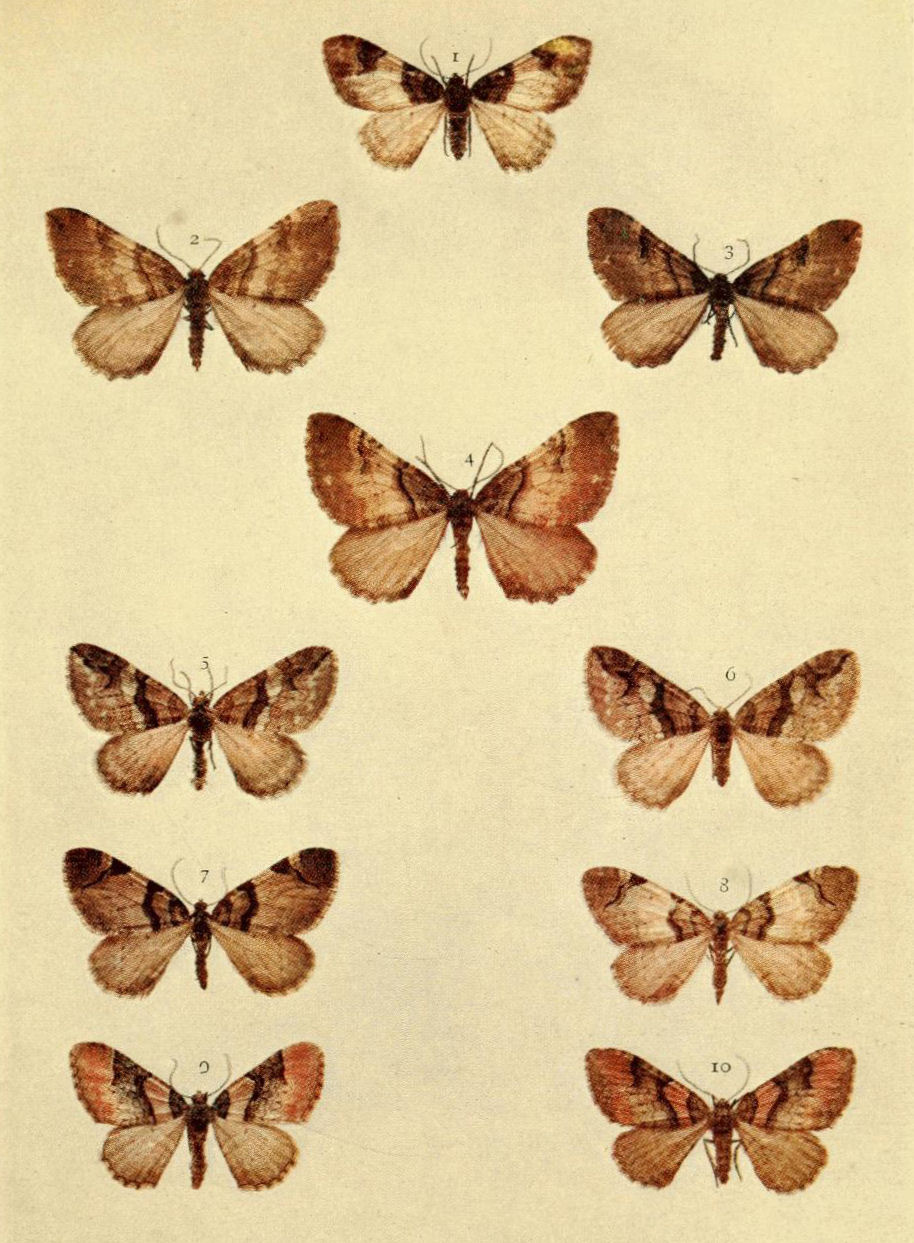
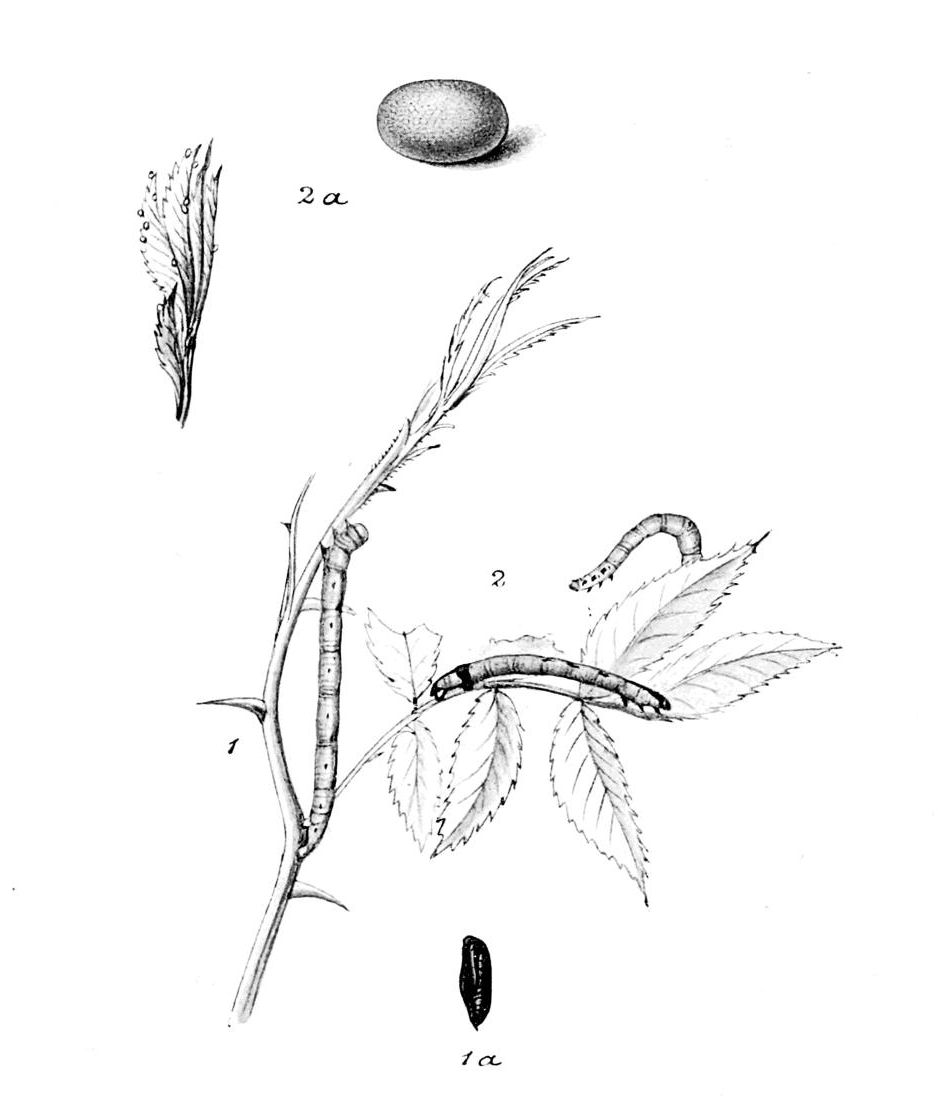